# Conservatorio Nacional de Música Edward Said
El Conservatorio Nacional de Música Edward Said es un conservatorio de música clásica de Palestina establecido en Ramala, Jerusalén , Belén, Naplusa y Gaza, y tiene un alumnado de más de 1000 estudiantes. 
Fue fundado en Ramala en 1993 con el nombre de «Conservatorio Nacional de Música», y adoptó su nombre actual en septiembre de 2004 en honor al erudito y músico palestino Edward Said. El Conservatorio Nacional de Música Edward Said y la asociación Al Kamandjati son las dos principales escuelas de música para los dos millones de palestinos que viven en Cisjordania y Jerusalén Este. 
Los estudiantes del Conservatorio residen en un país asolado por los conflictos con Israel. Sin embargo hay algunos proyectos en los que músicos israelíes y palestinos han logrado trabajar juntos.[cita requerida]

## Estudios y actividades
El conservatorio ofrece una formación instrumental y teórica en música clásica occidental y en música árabe. Tiene dos programas de estudios, el «regular» que consta de una formación completa reglada, y el «amateur» que conforman clases privadas y que no requiere exámenes. Los estudios regulares comprenden dos grados, elemental e intermedio, repartidos en 8 niveles; cada nivel se tiene que aprobar en un máximo de dos cursos académicos. Existe también un grado preparatorio que no es obligatorio. Al aprobar el último curso del grado intermedio, los alumnos obtienen un diploma que les permite seguir estudios universitarios en el establecimiento de su elección, dado que el conservatorio no dispone aún de ese nivel.
El Conservatorio dispone también de un programa infantil para niños de 5 y 6 años, el Programa Bustan, que desarrolla su sensibilidad musical a través del juego y de métodos adaptados a su edad como los métodos Orff, Kodaly y Dalcroze.
Desde 1996 el conservatorio mantiene un firme compromiso con la comunidad palestina más desfavorecida. Cada semana sus profesores viajan a campos de refugiados y escuelas de zonas humildes de toda Palestina para enseñarles música gratuitamente.
El conservatorio organiza también campamentos musicales de verano y dos festivales: el festival «Noches de Tarab en la Jerusalén Árabe» (Layali Tarab fi Quds el Arab en árabe, o Nights of Tarab in Arab Jerusalem en inglés) y el «Festival de Primavera Jasmín» (Jasmine Spring Festival). Ambos se desarrollan durante un mes en todos los territorios palestinos ocupados.

## Orquestas que dependen del Conservatorio Edward Said
- La «Orquesta Nacional de Palestina» (Palestine National Orquesta - PNO) se compone de músicos profesionales de origen palestino que tocan en grandes orquestas de otros países, o son músicos freelance o enseñan en conservatorios del mundo entero. Como buena parte de ellos proceden de la diáspora, se reúnen solo una o dos veces al año para dar conciertos. Su concierto inaugural tuvo lugar en Ramala, en la Navidad de 2010. Muchos de sus miembros más jóvenes proceden del conservatorio Edward Said.
- La «Joven Orquesta de Palestina» (Palestine Youth Orquestra) se inició a través de los esfuerzos del Conservatorio Nacional de Edward Said. Es una de las mejores orquestas de jóvenes en el mundo árabe y sus componentes proceden de jóvenes músicos clásicos de Palestina y de la diáspora palestina.
- La «orquesta sinfónica del Conservatorio Nacional de Música Edward Said» (ESNCM Orchestra), es la única orquesta palestina de música clásica árabe y occidental cuyos componentes residen todos en los Territorios Palestinos.
- La «Orquesta de Vientos del Conservatorio Nacional de Música Edward Said» (ESNCM Wind Band) nació en 2005 a raíz de un campamento del Conservatorio en Naplusa y consta en 2014 de 50 músicos. Su repertorio incluye composiciones original, bandas sonoras de películas, arreglos de música pop, y música tradicional árabe.
- La «Orquesta Juvenil de Jerusalén» (Jerusalem Children’s Orchestra) fue fundada en 2005 con niños del Conservatorio. Dos veces al año, durante las vacaciones escolares, participan en un campamento en los locales del Conservatorio en la Universidad de Birzeit y realizan pequeñas giras. Su repertorio se compone de música clásica y barroca sencilla, y música árabe adaptada para niños por sus maestros.
- La orquesta de cuerdas «Cuerdas Palestinas» (Palestine Strings), creada en 2011, es la última iniciativa del Conservatorio. Actuó en agosto de 2013 en el Albert Hall de Londres junto al violinista Nigel Kennedy.[1]